# Krasna Luka
Krasna Luka (ukrainisch Красна Лука; russisch Красная Лука Krasnaja Luka) ist ein Dorf im Norden der ukrainischen Oblast Poltawa mit etwa 1100 Einwohnern.

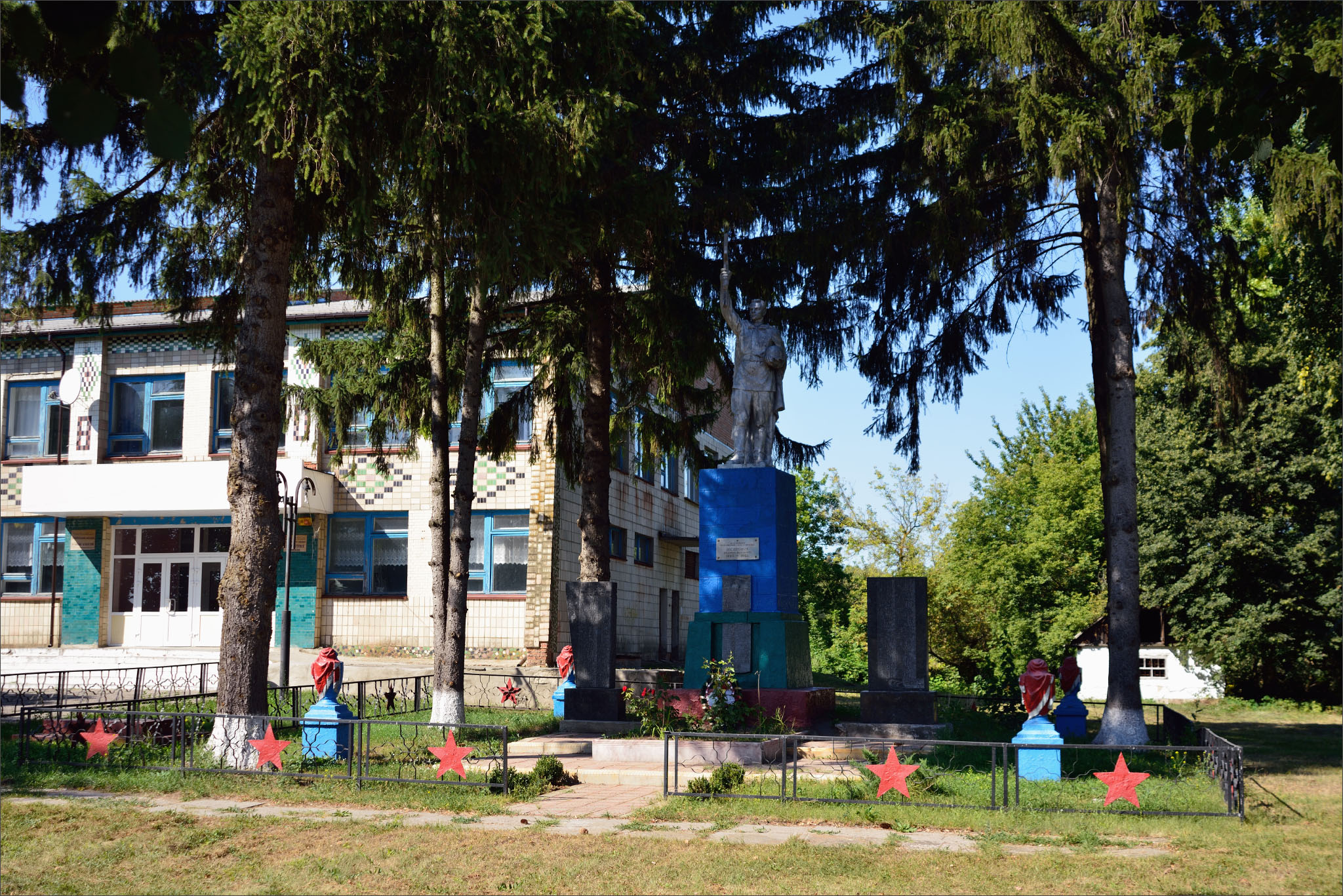
Denkmal im Ort

Das Dorf wurde 1708 zum ersten Mal schriftlich erwähnt und liegt am Fluss Hrun (Грунь), 58 Kilometer nordöstlich der Rajonshauptstadt Myrhorod und 102 Kilometer nördlich der Oblasthauptstadt Poltawa, das ehemalige Rajonszentrum Hadjatsch befindet sich 7 Kilometer südlich.

## Verwaltungsgliederung
Am 15. Mai 2018 wurde das Dorf zum Zentrum der neugegründeten Landgemeinde Krasna Luka (Краснолуцька сільська громада/Krasnoluzka silska hromada). Zu dieser zählten auch die 17 in der untenstehenden Tabelle aufgelisteten Dörfer, bis dahin bildete es zusammen mit den Dörfern Buchalowe und Chytzi die gleichnamige Landratsgemeinde Krasna Luka (Краснолуцька сільська рада/Krasnoluzka silska rada) im Norden des Rajons Hadjatsch.
Am 12. Juni 2020 kam noch das Dorf Zipky zum Gemeindegebiet.
Am 17. Juli 2020 kam es im Zuge einer großen Rajonsreform zum Anschluss des Rajonsgebietes an den Rajon Myrhorod.
Folgende Orte sind neben dem Hauptort Krasna Luka Teil der Gemeinde:
| Name                     | Name           | Name                               |
| ukrainisch transkribiert | ukrainisch     | russisch                           |
| ------------------------ | -------------- | ---------------------------------- |
| Berisky                  | Берізки        | Берёзки (Berjoski)                 |
| Birky                    | Бірки          | Борки (Borki)                      |
| Buchalowe                | Бухалове       | Бухалово (Buchalowo)               |
| Chytzi                   | Хитці          | Хитцы (Chitzy)                     |
| Hlyboka Dolyna           | Глибока Долина | Глубокая Долина (Glubokaja Dolina) |
| Hretschaniwka            | Гречанівка     | Гречановка (Gretschanowka)         |
| Maksimyiwka              | Максимівка     | Максимовка (Maksimowka)            |
| Mala Pobywanka           | Мала Побиванка | Малая Побиванка (Malaja Pobiwanka) |
| Mykolajiwka              | Миколаївка     | Николаевка (Nikolajewka)           |
| Pyrjatynschtschyna       | Пирятинщина    | Пирятинщина (Pirjatinschtschina)   |
| Rymariwka                | Римарівка      | Рымаровка (Rymarowka)              |
| Schewtschenkowe          | Шевченкове     | Шевченково (Schewtschenkowe)       |
| Selena Balka             | Зелена Балка   | Зелёная Балка (Seljonaja Balka)    |
| Smaschyne                | Змажине        | Змажино (Schmaschino)              |
| Swatky                   | Сватки         | Сватки (Swatki)                    |
| Tryhubschtschyna         | Тригубщина     | Тригубщина (Trigubschtschina)      |
| Zipky                    | Ціпки          | Цепки (Zepki)                      |
| Zymbalowe                | Цимбалове      | Цимбалово (Zimbalowo)              |